# Apelidos da cidade de Nova Iorque

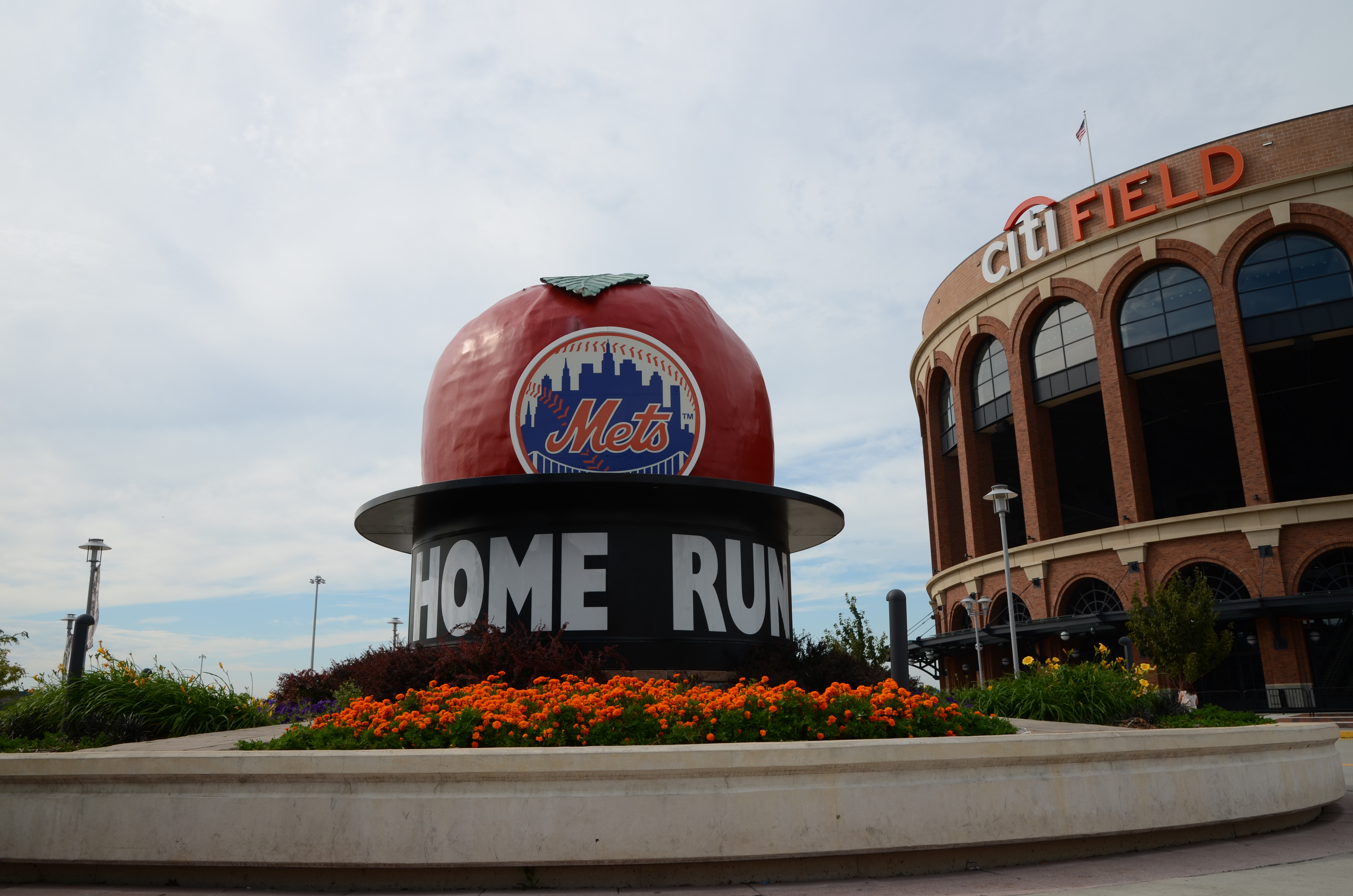
Um modelo de uma grande maçã encontra-se no exterior do Citi Field, o estádio de beisebol dos New York Mets, em Queens.

Durante os seus quatro séculos de história, a cidade de Nova Iorque tem sido conhecida por uma variedade de nomes alternativos e eufemismos, tanto a nível oficial como não oficial. Frequentemente abreviada para simplesmente “Nova Iorque”, “NY” ou “NYC”, a cidade de Nova Iorque é também conhecida como "The City" (A Cidade) nalgumas partes do Leste dos Estados Unidos, em particular no estado de Nova Iorque e nos estados americanos vizinhos. Os nova-iorquinos também usam "The City" para se referirem especificamente ao borough de Manhattan.

## Alcunhas comuns

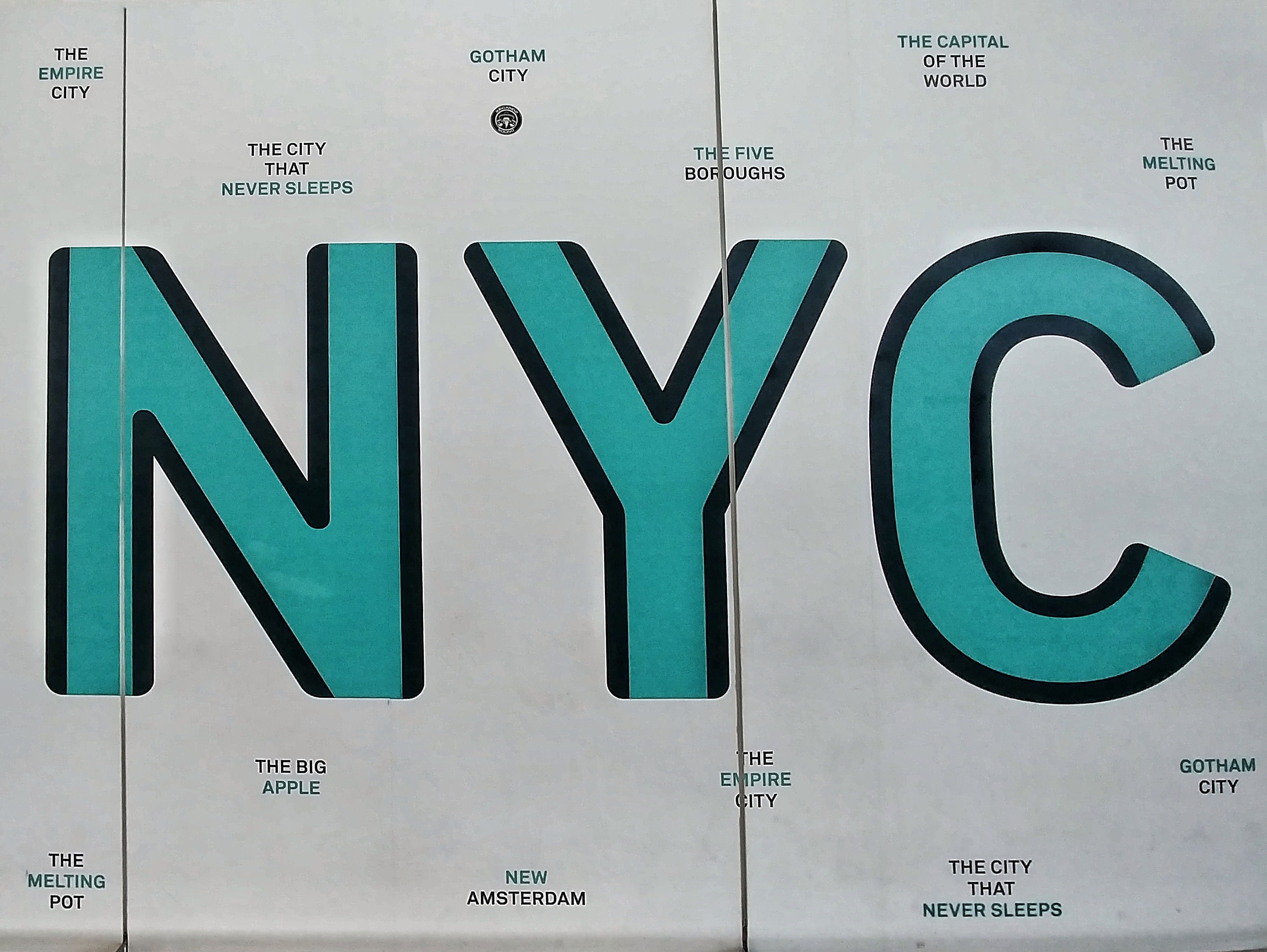
Várias alcunhas são apresentadas numa parede do Aeroporto Internacional John F. Kennedy.

- The Big Apple (A Grande Maçã) - publicado pela primeira vez como um eufemismo para a cidade de Nova Iorque em 1921 pelo jornalista desportivo John J. Fitz Gerald, que afirmava tê-lo ouvido ser utilizado no ano anterior por dois ajudantes de estábulo no New Orleans Fair Grounds devido aos grandes prêmios disponíveis nas corridas de cavalos em Nova Iorque.[3] Mais tarde popularizado por uma campanha publicitária dos anos 70.[4]
- The Capital of the World (A Capital do Mundo) - popularizada na sua aplicação a Nova Iorque pelo escritor E. B. White no seu ensaio de 1948, Here is New York, escrito aquando do início da construção da sede das Nações Unidas nesse ano.[5][6] Derivado, por sua vez, do poeta romano Lucano, que pela primeira vez ridicularizou a sua cidade de Roma como “Caput Mundi” no ano 61, na sua obra Farsália, devido à facilidade com que tinha caído nas mãos dos generais no século anterior.[7] Também utilizado com adjectivos como "The Food Capital of the World" (A Capital Mundial da Alimentação) ou "The Gay Capital of the World" (A Capital Gay do Mundo), em referência à influência descomunal da cidade de Nova Iorque em culturas específicas.[8][9]
- The Center of the Universe (O Centro do Universo) - usado repetidamente pelo prefeito de Nova Iorque, Robert F. Wagner Jr., durante os seus mandatos de 1954 a 1965,[10][11] é também comummente aplicado a Times Square especificamente,[4][12] e usado de forma semelhante com adjetivos como "Theatrical Center of the Universe" ou "Economic Center of the Universe".[13]
- The City So Nice They Named It Twice (A Cidade Tão Bonita que foi Batizada Duas Vezes)- uma referência a "New York, New York" como cidade e estado, dita por Jon Hendricks em 1959 num cover de jazz da canção "Manhattan" de Lorenz Hart e Richard Rodgers no álbum de George Russell New York, N.Y., e popularizada pelo apresentador de talk show David Letterman, que também usou a frase "the town so nice, they named it twice" (a cidade tão bonita, que a nomearam duas vezes).[14]
- The City That Never Sleeps (A Cidade Que Nunca Dorme) - registada pela primeira vez na íntegra em artigos de jornal no início do século XX, incluindo em 1907 em Phoenix, Arizona, em referência à entrega de correio noturno em Nova Iorque, e em 1912 em Fort Wayne, Indiana, sobre a nova iluminação elétrica e a gás de Nova Iorque, embora também registada em formas semelhantes em referência à vida noturna em bairros como o Bowery já em 1892 e provavelmente em uso durante a década de 1880. [15][16] Tornada popular pela canção "New York, New York" de John Kander e Fred Ebb do filme homônimo de Martin Scorsese de 1977 e pela cover de 1980 dessa canção interpretada por Frank Sinatra.[17]
- The Empire City (Cidade do Império) - derivado de George Washington na alegada citação "Surely this is the seat of the empire!" (Esta é certamente a sede do império!) embora publicado pela primeira vez num jornal de 1836 como "the Empire City of the New World" (A Cidade do Império do Novo Mundo); também em referência ao estatuto da cidade de Nova Iorque como a cidade mais populosa do estado de Nova Iorque,[18] cuja alcunha principal é The Empire State (O Estado do Império).
- The Five Boroughs (Os Cinco Burgos) - uma referência aos condados que se consolidaram na cidade de Nova Iorque em 1898, e frequentemente utilizada para distinguir a cidade propriamente dita de Manhattan ou da Região Metropolitana de Nova Iorque.
- Gotham - usado pela primeira vez por Washington Irving no seu periódico satírico Salmagundi, em novembro de 1807, como uma alusão ao conto dos Wise Men of Gotham, e popularizado como Gotham City, o local das história em quadrinhos do Batman, especificado pela primeira vez em Batman #4, de dezembro de 1940, escrito por Bill Finger.[19]
- The Greatest City in the World (A Maior Cidade do Mundo) - reflexo da proeminência global da cidade,[20][21] e popularizada pela canção The Schuyler Sisters do musical de 2015 de Lin-Manuel Miranda, Hamilton.[22]
- The Melting Pot (O Caldeirão) - referência à grande variedade de etnias e grupos linguísticos da cidade, popularizada por vários autores, incluindo o dramaturgo Israel Zangwill, na sua peça de 1908, The Melting Pot.
- Metropolis - popularizada como a localização da história em quadrinhos do Super-Homem, especificada pela primeira vez em Action Comics #16 de setembro de 1939, escrita por Jerry Siegel e Joe Shuster, e ela própria uma alusão ao cenário do filme Metrópolis (1927) de Fritz Lang,[23] usada para descrever a cidade de Nova Iorque durante o dia, em contraste com Gotham, por vezes usada para descrever a cidade de Nova Iorque à noite.

## Apelidos históricos
- America's City (Cidade da América) - termo que posiciona a cidade de Nova Iorque como emblemática do país após o 11 de setembro, como a sua principal metrópole[24][25][26].
- Fun City (Cidade Divertida) - expressão retirada de uma frase proferida em 1966 pelo então prefeito, John Lindsay, em resposta a uma pergunta sobre se ainda gostava de ser prefeito durante uma greve de trânsito incapacitante[27][18]. Esta alcunha foi também mais tarde utilizada de forma irônica pelo maior sindicato da polícia de Nova Iorque, que utilizou o termo "Fear City" (Cidade do medo) em resposta aos cortes orçamentais da cidade durante a década de 1970[28][29].
- A Gomorra Moderna - referindo-se à “pecaminosidade” e ao crime organizado de Manhattan, popularizado pela primeira vez pelo Reverendo Thomas De Witt Talmage em 1875 no Tabernáculo de Brooklyn.

## Nomes históricos
Os nomes pelos quais as partes da cidade de Nova Iorque em Lower Manhattan eram oficialmente consideradas durante o século XVII incluíam:
- Nova Amsterdão - o nome original da colônia holandesa de 1624 até 1665, quando os ingleses capturaram e mudaram o nome da colônia durante a Segunda Guerra Anglo-Holandesa. Derivado do Forte de Amsterdão, e embora a administração da colônia na altura usasse simplesmente o nome “Amsterdão” para a aldeia a norte do forte, a inclusão de “Nieuw” foi popularizada na década de 1650 por Adriaen van der Donck nos seus panfletos de publicidade da colónia a potenciais colonos.[30]
- New Orange - o nome dado à cidade durante o breve período de 1673-1674, quando os holandeses recuperaram o controle da cidade após a Terceira Guerra Anglo-Holandesa[31] e depois a negociaram no Tratado de Westminster.